# شرج الحموس (حريضة)

تعديل مصدري - تعديل

شرج الحموس هي إحدى قرى عزلة حريضة بمديرية حريضة التابعة لمحافظة حضرموت، بلغ تعداد سكانها 60 نسمة حسب تعداد اليمن لعام 2004.